# Budhia Singh
Budhia Singh (* 2002 in Bhubaneswar, Orissa) ist ein indischer Langstreckenläufer. Er war der jüngste Langstreckenläufer der Welt.

## Biografie
Der Vater von Budhia starb früh, weshalb er von seiner Mutter aus Armut für 850 Indische Rupien an einen Händler verkauft wurde. Biranchi Das, ein Judo-Trainer und Waisenhausbetreiber, rettete den Jungen und brachte ihn zu seinem Trainingszentrum. 
Eines Tages erwischte Judo-Trainer Biranchi Das den Jungen dabei, wie er gegenüber seinen Freunden Slang-Wörter benutzte. Daraufhin bestrafte er ihn und forderte auf, für seine Tat Runden zu laufen. Der Junge lief stundenlang. Der Trainer erkannte sein Potential, über längere Zeiträume laufen zu können, ohne zu ermüden.
Das begann in Folge den kleinen Läufer zu trainieren, bis er am 1. Mai 2006 eine Strecke von 65 Kilometer am Stück vom Jagannath-Tempel in Puri nach Bhubaneswar in etwa sieben Stunden zurücklegte. Den gesamten Weg bestritt er zur „Abhärtung“ ohne Getränke und Nahrung. Er hat es damit in das indische Rekordbuch Limca geschafft. Mit vier Jahren hatte er bereits sechs Halbmarathons gelaufen.
Am 8. Mai 2006 ordnete die Regierung an, dass Budhia aus gesundheitlichen Gründen bis 2013 nicht mehr laufen darf. Am 14. April 2008 wurde Budhias Trainer Das im Alter von 40 Jahren vor seinem Trainingsgelände in Bhubaneshwar im indischen Bundesstaat Orissa niedergeschossen und starb.
Im Jahr 2014 besuchte Budhia eine Schule für sportlich Talentierte, lief allerdings nur noch selten.

## Rezeption
Der Film Budhia Singh – Born to Run stellte seine Biografie dar und gewann den National Film Award im Bereich bester Kinderfilm.